# 伊藤淑美
伊藤 淑美（いとう よしみ、1933年 - ）は、福音派の牧師、神学者。東京基督神学校、聖契神学校、ノースパーク大学卒。
東京府生まれ。日本聖契キリスト教団鶴見聖契教会牧師。聖契神学校校長を務める。敬虔主義、自由教会（フリー・チャーチ）をルーツとするカベナント系である。訳書多数。

## 訳書
- 『イエスの目から見た女性たち』ギエン・カーセン いのちのことば社 1989年
- 『旧約聖書べんり帖』テリー・ホール いのちのことば社 1992年
- 『主の臨在の奥義』 アンドリュー・マーレーいのちのことば社 1988年
- 『教会戒規』J.カール・レーニー　聖書図書刊行会 1990年
- 『キリスト教神学』 ミラード・J・エリクソン  いのちのことば社 2005年
- 『私たちの主の祈り』J・I・パッカー  いのちのことば社　1991年

| スタブアイコン | サブスタブ | この項目は、まだ閲覧者の調べものの参照としては役立たない、人物に関連した書きかけの項目です。この項目を加筆・訂正などしてくださる協力者を求めています（P:人物伝/PJ:人物伝）。 |